# 蒙特努瓦 (默尔特-摩泽尔省)
蒙特努瓦（法語：Montenoy，法語發音：[mɔ̃tnwa]）是法国默尔特-摩泽尔省的一个市镇，位于该省中南部，属于南锡区。

## 地理
蒙特努瓦（48°47'43"N, 6°13'50"E）面积3.98 平方千米，位于法国大東部大區默尔特-摩泽尔省，该省份为法国东北部内陆省份，是洛林的一部分，北邻比利时、卢森堡，北起顺时针与摩泽尔省、下莱茵省、孚日省和默兹省接壤。
与蒙特努瓦接壤的市镇（或旧市镇、城区）包括：布克西耶尔欧谢讷、布拉特、福村、莱尔、维莱莱穆瓦夫龙。

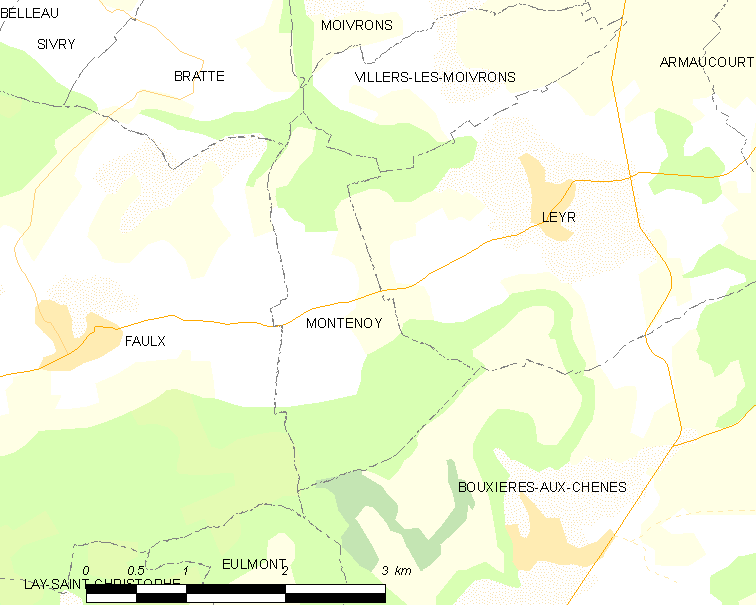
的OSM定位图

蒙特努瓦的时区为UTC+01:00、UTC+02:00（夏令时）。

## 行政
蒙特努瓦的邮政编码为54760，INSEE市镇编码为54376。

## 政治
蒙特努瓦所属的省级选区为塞耶-默尔特河间县。

## 人口

1962-2008年间人口变化图示

蒙特努瓦于2022年1月1日时的人口数量为401人。